# Annick Bocandé
Annick Bocandé, née le 23 avril 1946 à Paris, est une ancienne sénatrice de Seine-Maritime (septembre 1995 à septembre 2004). Elle siège en tant que membre de l'Union centriste.

## Biographie
Elle est conseillère générale (UDF) du canton de Bellencombre. Élue depuis octobre 1978, elle a été réélue en 2004. En 2008, elle est réélue maire de la commune des Grandes-Ventes, qu'elle dirige depuis février 1978.
En 2004, lors des élections régionales, elle apporte son soutien à la liste d'Antoine Rufenacht, maire UMP du Havre. L'UDF, dont elle est le secrétaire départemental, décide alors de l'exclure. Refusant l'ambiguïté de l'UDF, elle rejoint à cette date l'UMP.